# 大月源二
大月 源二（おおつき げんじ、1904年2月19日 – 1971年3月18日）は、日本の画家。主にプロレタリア美術の画家として知られる。
東京美術学校を卒業した後、プロレタリア美術運動に参加。プロレタリア文学の代表的作家、小林多喜二は盟友であり、『一九二八年三月十五日』や『蟹工船』等の代表作の装幀を手がけている。後年は故郷北海道の自然を題材にした作品も多い。

## 生涯

### 生い立ち
1904年（明治37年）函館で生まれ、その後小樽へ移住。小樽区立稲穂小学校に入学する。小学校六年間の成績が、すべて「甲」である優秀な生徒だった。1916年（大正5年）庁立小樽中学校に入学すると、中学三年の頃から小樽洋画研究所に通い、本格的なデッサンや油絵等を学んだ。この頃、画家の道を志す。その理由は有島武郎の『生まれ出づる悩み』を読んだことだったと述べている。1921年（大正10年）には川端画学校に入り、石膏素描を勉強する。

### プロレタリア美術運動へ
1922年（大正11年）、東京美術学校に入学。同期には、猪熊弦一郎、小磯良平、山口長男などがいた。この頃、ニーチェ哲学に影響を受け、ダダイスムに関心を持つ。1927年（昭和2年）に卒業後、島崎翁助などと共に、マルクス主義的な美術集団『赤道社』を結成するが、数ヵ月後に解消。日本プロレタリア文芸連盟美術部に加入し、機関紙に漫画やカットを多数描く。
1928年（昭和3年）三・一五事件で検挙。約一ヶ月に渡り拘留され、特高の激しい拷問を受ける。1930年（昭和5年）にも再度拘留された。1931年（昭和6年）、日本共産党に入党（同じ頃に小林多喜二も入党している）。その後、この年に結成された日本プロレタリア文化連盟に参加、中央協議員となる。
1932年（昭和7年）、治安維持法で検挙され、投獄。1933年（昭和8年）、独房の中で小林多喜二の死の知らせを聞いた。1934年（昭和9年）に懲役三年の刑に処せられ服役、翌年仮釈放となる。1936年（昭和11年）から都新聞に沖一馬のペンネームで「時局漫画」を連載。
1938年（昭和13年）、結婚。（翌年に長男、44年に長女、47年に次男が誕生。）
1943年（昭和18年）、『三河（サンホー）の草丘と子牛達』が文展の特選を受賞。また、『三河の農夫ポノマリヨフ』が一水会展で入選、画壇で注目されるようになる。1944年（昭和19年）、東京から子供を連れて小樽に疎開。1945年（昭和20年）7月には従軍画家として択捉島に渡り、8月に帰還。終戦を迎える。

### 戦後
1946年（昭和21年）、日本美術会が結成され、参加。その後、日本美術会北海道支部の支部書記長、一水会の会員などになる。1947年（昭和22年）には労農美術家団を結成。同年、余市郡大江村字オサルナイ（現仁木町）に移住。リンゴ農園家となるが、その後も画業を継続。1951年（昭和26年）からは毎年、アンデパンダン展の開催に併せて上京する様になる。
1954年（昭和29年）、洞爺丸台風で自宅兼アトリエが倒壊。札幌の手稲に移転する。1959年（昭和34年）には『草炎会』を結成。その後はアンデパンダン展、生活派美術集団展、草炎会展などを中心に作品を発表し、講演などもこなした。1970年（昭和45年）には滝川市で『大月源二油彩小品展』が開かれる。
1971年（昭和46年）3月18日、慢性気管支炎のため死去。67歳。かなりのヘビースモーカーだった。

## 補足
- プロレタリア美術で有名な画家だが、本格的にプロレタリア美術に臨んだのは1927年から治安維持法で投獄されるまでの約五年間ほどである。
- 1939年頃の「時局漫画」では、大東亜共栄圏、東亜新秩序を肯定するとも言えるような作品もある。また、『三河の草丘と子牛』は（描いた本人にそのような意図がないにしても）満州が桃源郷であることを伝える画として宣伝された。これらについて大月は後年、獄中で転向し、第二次世界大戦に協力した自分を自己批判する講演をしている。
- 終生にわたり、リアリズムを追求し、抽象主義芸術の流行に対しては「ものをものらしく描くことがすべて19世紀的で、ものらしくないものを描くことが20世紀的だという」と、怒りに近い感情を表して批判している。

## 主な作品
- 『告別』（1929年）
  - 右翼テロリストに殺害された、労働農民党出身の代議士である山本宣治の葬儀を描いた作品。大月源二の代表作であり、日本プロレタリア美術史上においても重要な作品であるが、当時のプロレタリア美術家などからは酷評された。なお、山本の棺桶を担いだ先頭の水谷長三郎を同作品では無視している。水谷は労農党出身ではあったが、反共を掲げ山本と一線を画したため意図的に画面から排除されたのではないかと本庄豊は指摘している[1]。
- 『三河の農夫ポノマリヨフ』（1943年、北海道立近代美術館蔵）
- 『冬の手稲山麓（絶筆）』